# 高野泰志
高野 泰志（たかの やすし、1973年11月 - ）は、アメリカ文学者。九州大学准教授。 大阪府生まれ。

## 略歴
1996年3月、京都大学文学部英語学英文学科を卒業。1998年、京都大学大学院人間・環境学研究科修士課程を修了。2001年、同研究科博士後期課程を単位取得認定退学し、2002年に岩手県立大学看護学部の講師に就任。2004年3月、「自然な身体を求めて ヘミングウェイの作品と人生における矛盾する価値観との戦い」で京都大学博士（人間・環境学）を取得。2006年、岩手県立大学共通教育センターの講師に就任。2007年、九州大学人文科学研究院文学部門の准教授に就任。

## 著書

### 単著
- 『引き裂かれた身体―ゆらぎの中のヘミングウェイ文学』（松籟社、2008年5月）
- 『アーネスト・ヘミングウェイ、神との対話』（松籟社、2015年3月）
- 『下半身から読むアメリカ小説』（松籟社、2018年3月）

### 共編著
- 『悪夢への変貌―作家たちの見たアメリカ』福岡和子共編著（松籟社、2010年2月）
- 『ヘミングウェイと老い』編著（松籟社、2013年11月）

### 翻訳
- フランク・ノリス『マクティーグ―サンフランシスコの物語』（幻戯書房〈ルリユール叢書〉、2019年9月）